# Montrond-les-Bains
Montrond-les-Bains és un municipi francès situat al departament del Loira i a la regió d'Alvèrnia-Roine-Alps. L'any 2007 tenia 4.635 habitants.

## Demografia

### Població
El 2007 la població de fet de Montrond-les-Bains era de 4.635 persones. Hi havia 1.971 famílies de les quals 617 eren unipersonals (214 homes vivint sols i 403 dones vivint soles), 602 parelles sense fills, 634 parelles amb fills i 118 famílies monoparentals amb fills.
La població ha evolucionat segons el següent gràfic:
Habitants censats

### Habitatges
El 2007 hi havia 2.214 habitatges, 2.003 eren l'habitatge principal de la família, 75 eren segones residències i 136 estaven desocupats. 1.423 eren cases i 785 eren apartaments. Dels 2.003 habitatges principals, 1.208 estaven ocupats pels seus propietaris, 756 estaven llogats i ocupats pels llogaters i 40 estaven cedits a títol gratuït; 33 tenien una cambra, 239 en tenien dues, 431 en tenien tres, 609 en tenien quatre i 692 en tenien cinc o més. 1.542 habitatges disposaven pel capbaix d'una plaça de pàrquing. A 927 habitatges hi havia un automòbil i a 805 n'hi havia dos o més.

### Piràmide de població
La piràmide de població per edats i sexe el 2009 era:
| Homes | Edats   | Dones |
| ----- | ------- | ----- |
| 4     | 95 o +  | 0     |
| 0     | 90 a 94 | 8     |
| 36    | 85 a 89 | 32    |
| 36    | 80 a 84 | 32    |
| 88    | 75 a 79 | 80    |
| 68    | 70 a 74 | 136   |
| 92    | 65 a 69 | 108   |
| 96    | 60 a 64 | 108   |
| 96    | 55 a 59 | 84    |
| 136   | 50 a 54 | 124   |
| 144   | 45 a 49 | 160   |
| 128   | 40 a 44 | 140   |
| 140   | 35 a 39 | 152   |
| 148   | 30 a 34 | 156   |
| 144   | 25 a 29 | 112   |
| 136   | 20 a 24 | 108   |
| 136   | 15 a 19 | 188   |
| 124   | 10 a 14 | 100   |
| 116   | 5 a 9   | 120   |
| 96    | 0 a 4   | 128   |

## Economia
El 2007 la població en edat de treballar era de 2.922 persones, 2.152 eren actives i 770 eren inactives. De les 2.152 persones actives 1.964 estaven ocupades (1.060 homes i 904 dones) i 187 estaven aturades (62 homes i 125 dones). De les 770 persones inactives 282 estaven jubilades, 239 estaven estudiant i 249 estaven classificades com a «altres inactius».

### Ingressos
El 2009 a Montrond-les-Bains hi havia 1.997 unitats fiscals que integraven 4.684,5 persones, la mediana anual d'ingressos fiscals per persona era de 18.772 €.

### Activitats econòmiques
Dels 313 establiments que hi havia el 2007, 4 eren d'empreses extractives, 7 d'empreses alimentàries, 3 d'empreses de fabricació de material elèctric, 7 d'empreses de fabricació d'altres productes industrials, 33 d'empreses de construcció, 74 d'empreses de comerç i reparació d'automòbils, 13 d'empreses de transport, 22 d'empreses d'hostatgeria i restauració, 1 d'una empresa d'informació i comunicació, 19 d'empreses financeres, 30 d'empreses immobiliàries, 24 d'empreses de serveis, 51 d'entitats de l'administració pública i 25 d'empreses classificades com a «altres activitats de serveis».
Dels 92 establiments de servei als particulars que hi havia el 2009, 1 era una gendarmeria, 1 oficina de correu, 7 oficines bancàries, 1 funerària, 6 tallers de reparació d'automòbils i de material agrícola, 1 taller d'inspecció tècnica de vehicles, 2 autoescoles, 1 paleta, 7 guixaires pintors, 3 fusteries, 6 lampisteries, 6 electricistes, 1 empresa de construcció, 9 perruqueries, 2 veterinaris, 14 restaurants, 18 agències immobiliàries, 1 tintoreria i 5 salons de bellesa.
Dels 31 establiments comercials que hi havia el 2009, 2 eren supermercats, 1 una gran superfície de material de bricolatge, 2 botiges de menys de 120 m², 6 fleques, 2 carnisseries, 1 una botiga de congelats, 3 llibreries, 2 botigues de roba, 1 una botiga d'equipament de la llar, 1 una sabateria, 2 botigues d'electrodomèstics, 1 una botiga de material esportiu, 1 una botiga de material de revestiment de parets i terra, 1 un drogueria, 1 una perfumeria, 1 una joieria i 3 floristeries.
L'any 2000 a Montrond-les-Bains hi havia 14 explotacions agrícoles que ocupaven un total de 423 hectàrees.

## Equipaments sanitaris i escolars
El 2009 hi havia 1 hospital de tractaments de mitja durada (seguiment i rehabilitació), 1 psiquiàtric, 2 farmàcies i 2 ambulàncies.
El 2009 hi havia 1 escola maternal i 1 escola elemental.

## Poblacions més properes
El següent diagrama mostra les poblacions més properes.